# Oecetis elouardi
Oecetis elouardi är en nattsländeart som beskrevs av Francois-Marie Gibon och Randriamasimanana in Randriamasimanana 1998. Oecetis elouardi ingår i släktet Oecetis och familjen långhornssländor. Inga underarter finns listade i Catalogue of Life.